# Vuurtoren van Kinnaird Head Castle

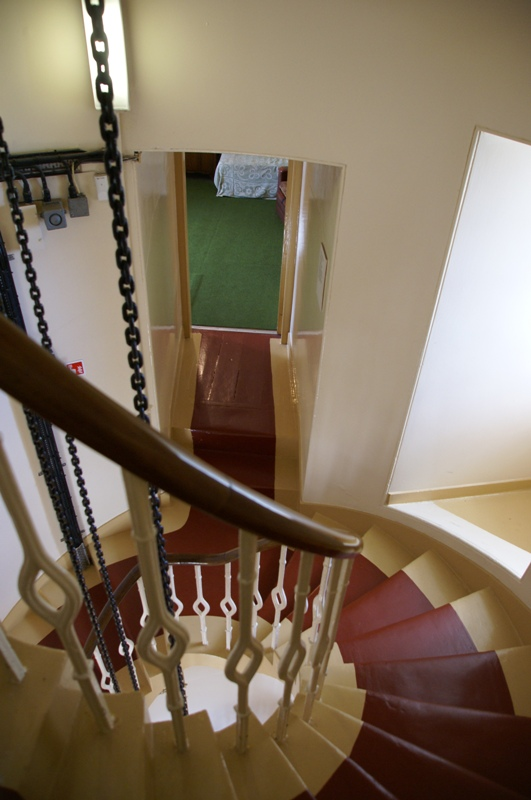
De wenteltrap in de donjon. De kettingen maken deel uit van het klokmechanisme van de vuurtoren.

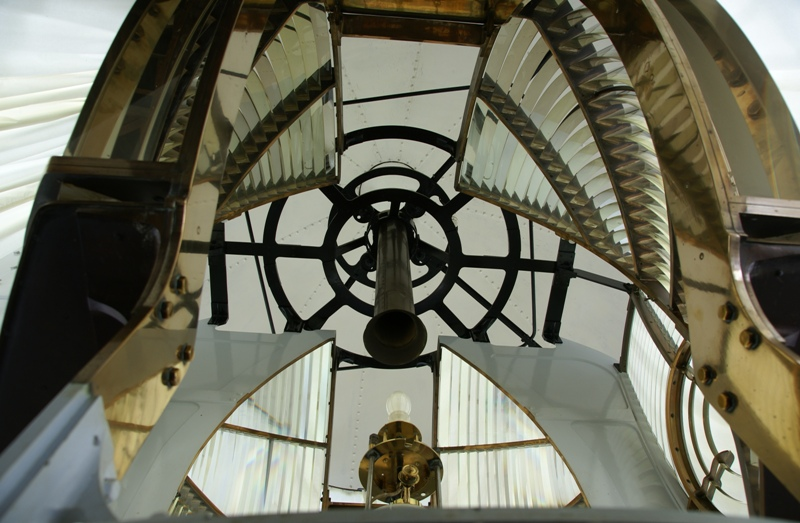
De lamp van het vuurtorenlicht met eromheen de reflectoren

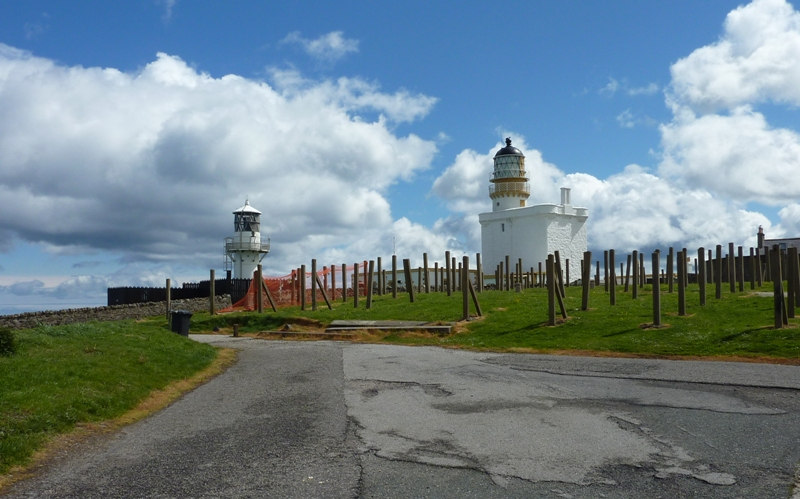
De 20e-eeuwse vuurtoren (links) en de 18e-eeuwse vuurtoren (rechts). Op de palen werden ooit visnetten te drogen gehangen.

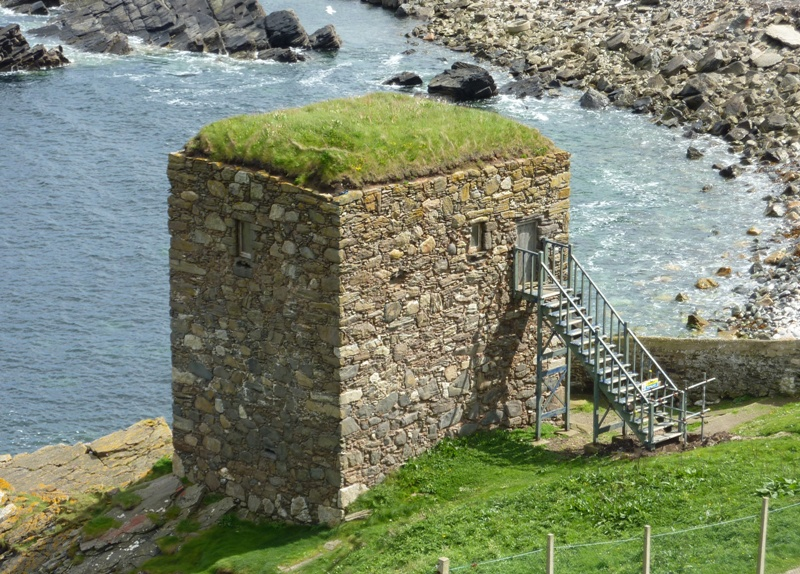
De Wine Tower

Kinnaird Head Castle Lighthouse is een achttiende-eeuwse vuurtoren ten noorden van Fraserburgh op Kinnaird Head in Aberdeenshire, Schotland. Het gebouw is oorspronkelijk een zestiende-eeuws kasteel. De vuurtoren deed tot 1990 dienst. In de 21e eeuw is er een museum over Schotse vuurtorens in het kasteel gevestigd.

## Geschiedenis

### Kasteel
Kinnaird Head Castle was eigendom van de Frasers van Philorth. Het was de achtste Laird Sir Alexander Fraser die het kasteel liet bouwen, het kwam gereed rond 1570. Hij realiseerde ook een nieuwe haven in Fraserburgh. Zeven generaties later verkocht Alexander Fraser, de vijftiende Lord Saltoun, in 1787 het kasteel aan de Northern Lighthouse Board.

### Vuurtoren
In 1787 werd het kasteel ingericht als vuurtoren. Het was de eerste vuurtoren van de Northern Lighthouse Board en het enige kasteel ooit dat werd omgebouwd tot vuurtoren. Thomas Smith, stiefvader van Robert Stevenson, installeerde het licht, dat bij helder weer een bereik had van 20 tot 23 kilometer. De lantaarn was geplaatst op het daartoe versterkte kasteeldak, de lampen branden op walvisolie en waren voorzien van reflectoren.
In 1824 veranderde Robert Stevenson, de grootvader van Robert Louis Stevenson, het ontwerp van de vuurtoren. Hij bouwde de vuurtoren dwars door het centrale gedeelte van het kasteel. Tevens werden de eerste vuurtorenwachtershuizen gebouwd aan de binnenplaats van het kasteel. In 1851 werden de reflectoren vervangen door een combinatie van spiegels en lenzen naar een ontwerp van de Stevensons. In 1907 werd wederom een nieuw ontwerp van de Stevensons geïnstalleerd. Het nieuwe ontwerp was aanvankelijk gebaseerd op verlichting door paraffine; later door elektriciteit. Het licht had een bereik van 40 kilometer en lichtte elke vijftien seconden wit op.
In 1903 werd een misthoorn geplaatst nabij de vuurtoren en in 1929 volgde een radiobaken.
Op 20 juni 1990 werd de vuurtoren voor het laatst gebruikt, hij werd vervangen door een vuurtorenlicht gesitueerd ten oosten van de kasteel-vuurtoren.

## Bouw

### Vuurtoren (de oorspronkelijke donjon)
De woontoren van het kasteel heeft een rechthoekige plattegrond en bestaat uit vier verdiepingen. De toren is 18 meter hoog. De donjon is voorzien van een borstwering op de hoeken, elk met in het midden een mezekouw.
De toegang van de toren bevond zich op het niveau van de eerste verdieping.
De oorspronkelijke wenteltrap is verwijderd en vervangen door een wenteltrap ontworpen door Robert Stevenson. De woontoren is witgekalkt. Boven op de toren bevindt zich een kleinere toren, die dient als behuizing voor het vuurtorenlicht. De lamp met reflectoren wordt rondgedraaid door een klokmechanisme, waarbij de ketting met eraan het gewicht van het klokmechanisme in het trappenhuis hangt.

### Wine Tower
Zo'n 45 meter ten noordwesten van de woontoren staat een lage toren, die de Wine Tower wordt genoemd. Deze bestaat in de 21e eeuw uit drie verdiepingen, alle voorzien van gewelven. De naam schijnt te komen van het feit dat de toren als wijnkelder werd gebruikt voor het kasteel.
De Wine Tower heeft enkel een toegang op de tweede verdieping, die bereikt kon worden via een ladder. De eerste verdieping van de Wine Tower kan enkel bereikt worden via een luik op deze tweede verdieping. De begane grond heeft geen trap naar de verdiepingen erboven. Op de tweede verdieping bevinden zich drie heraldische versieringen met de wapens van de familie Fraser en van Jacobus V. Gezien deze versieringen is het mogelijk dat deze verdieping diende als privékapel voor Magdalen, de katholieke vrouw van de protestant Sir Alexander.

## Folklore
Er bestaat een verhaal dat vertelt dat Sir Alexander Fraser de minnaar van zijn dochter Isobel had vastgeketend in een zeegrot onder de Wine Tower, waar de man verdronk. Isobel sprong vervolgens haar dood tegemoet. Men zegt dat er elke keer als het stormt bij de Wine Tower er een geestverschijning rondwaart.

## Beheer
Het Kinnaird Head Castle Lighthouse wordt beheerd door het Museum of Scottish Lighthouses en Historic Environment Scotland.